# Titre à finalité professionnelle (France)
Un titre à finalité professionnelle,, souvent appelé « titre RNCP », est une certification professionnelle de l’enseignement supérieur français reconnue par l'État. Il désigne principalement les certifications délivrées par des établissements privés qui ne sont pas habilités à remettre des diplômes nationaux ou d’État, mais dont la qualité et la pertinence professionnelle sont reconnues grâce à leur inscription au répertoire national des certifications professionnelles (RNCP). 
Ce titre constitue un premier palier de certification professionnelle : il atteste que la formation permet d’acquérir des compétences concrètes et adaptées à un métier, validées par l'établissement public France compétences après une évaluation rigoureuse de l’insertion professionnelle des diplômés et de l’adéquation avec les besoins du marché du travail,,.
À côté de ces titres, les diplômes nationaux, tels que le BTS, la licence ou le master, délivrés par les universités et établissements publics, ainsi que les diplômes visés délivrés par les établissements privés reconnus par l'État, sont quant à eux automatiquement inscrits au RNCP, ce qui leur confère une reconnaissance professionnelle, en plus de leur valeur académique. 
Le titre professionnel (TP) est un type de titre à finalité professionnelle, délivré en revanche au nom de l'État, par le ministère du Travail.
En France, l'autorité nationale unique de régulation de la formation professionnelle est France compétences, un établissement public rattaché au ministère du Travail et de l'Emploi,.

## Présentation
Un titre à finalité professionnelle enregistré au RNCP et reconnu par le ministère du Travail, de l'Emploi, de la Formation professionnelle et du Dialogue social est le premier palier de la reconnaissance d’un diplôme. Mais il ne garantit pas son niveau académique comme le fait un diplôme visé accordé par le ministère de l’Enseignement supérieur, de la Recherche et de l'Innovation,.
En France, l'enregistrement d'une certification professionnelle aux répertoires nationaux (RNCP ou RS) se déroule au terme d'une procédure d'évaluation de la commission de la certification professionnelle de France compétences, un établissement public du ministère du Travail, du Plein emploi et de l'Insertion sur la pertinence et la qualité du référentiel de compétences et de son adéquation avec les besoins de l’économie. Les informations des demandes d'enregistrement sont fixés par arrêté du ministre chargé de la Formation professionnelle.
Il lui est attribué à cette occasion un niveau gradué de V à I dans la classification interministérielle des qualifications professionnelles de 1969. Pour les diplômes délivrés au nom de l'État, cet enregistrement est dit « de droit » (même s'il n'est pas automatique) ; pour les autres diplômes et titres, l'enregistrement passe par une commission technique, à la demande de l'organisme délivreur.
Cette procédure succède à l'ancienne procédure d'« homologation ».
Les différents titres à finalité professionnelle en France :
- le titre professionnel, ou TP (niv. 3), délivré par le ministère du Travail ;
- le certificat de qualification professionnelle, ou CQF (niv. 3), délivré par le ministère du Travail ;
- le certificat de spécialisation, ou CS (niv. 3), délivré par le ministère de l'Agriculture ;
- les titres délivrés par une chambre de métiers et de l'artisanat (brevet de maîtrise, brevet technique des métiers, etc.) ;
- les titres délivrés par les établissements d'enseignement supérieur ou organismes de formation, qu'ils soient publics ou privés.

Lorsqu'il n'est pas délivré par un établissement public ou une CMA, le titre à finalité professionnelle – alors appelé officieusement « titre RNCP » – est généralement utilisé par les établissements privés pour la certification de leurs formations ou de leurs cursus, parfois appelés « bachelor » ou encore « mastères »,.

## Liste des titres à finalité professionnelle
La liste des titres à finalité professionnelle est publiée sur le site internet de France Compétences. Par défaut, tous les diplômes nationaux (licence, BUT, master, doctorat, etc.) sont inscrits de droit au RNCP.
Exemple de titres à finalité professionnelle (non visés et non nationaux) inscrits au RNCP :

### Ministères certificateurs
- Titre professionnel (TP), créé après avis d’instances consultatives paritaires et délivré directement par le ministère du Travail, niveau 3
- Certificat de qualification professionnelle (CQF), émanant de branches professionnelles, ainsi que les certificats de qualification professionnelle interbranches (CQPI) et délivré directement par le ministère du Travail, niveau 3
- Certificat de spécialisation (CS), délivré par le ministère de l'Agriculture, niveau 3

### Organismes certificateurs

#### Écoles d'informatique
- Titre d'intégrateur - développeur web de l'École pour l'informatique et les nouvelles technologies (EPITECH), niveau 5
- Titre d'expert en ingénierie et management de la communication numérique des Hautes études des technologies de l'information et de la communication (HETIC), niveau 7
- Titre d'expert en systèmes et réseaux informatiques de l'École supérieure de génie informatique (ESGI), niveau 7

#### Écoles de cinéma
- Titre de scénariste délivré par l'École nationale supérieure des métiers de l'image et du son - La Fémis, niveau 7
- Titre de scénariste délivré par le Conservatoire européen d'écriture audiovisuelle (CEEA), niveau 7
- Titre de scénariste délivré par l'École de la Cité, niveau 7
- Titre de chef opérateur son délivré par l'Institut national de l'audiovisuel, niveau 6
- Titre de chef opérateur son délivré par l'Institut International de l'Image et du Son (3IS), niveau 6
- Titre d'opérateur de prises de vues délivré par l'Institut International de l'Image et du Son (3IS), niveau 6
- Titre d'assistant(e) réalisateur(trice) délivré par le Conservatoire libre du cinéma français (CLCF), niveau 6
- Titre d'assistant(e) réalisateur(trice) délivré par l'Institut International de l'Image et du Son (3IS), niveau 6
- Titre d'assistant réalisateur délivré par l'École internationale de création audiovisuelle et de réalisation (EICAR), niveau 6
- Titre d'adjoint à la réalisation d'œuvres cinématographiques ou audiovisuelles délivré par l'École supérieure d'études cinématographiques (ESEC), niveau 6
- Titre de monteur délivré par l'École internationale de création audiovisuelle et de réalisation (EICAR), niveau 6
- Titre de monteur truquiste étalonneur délivré par l'Institut International de l'Image et du Son (3IS), niveau 6

#### Écoles de journalisme
- Titre de journaliste délivré par le Centre de formation et de perfectionnement des journalistes (CFPJ), niveau 6
- Titre de journaliste délivré par l'École supérieure de journalisme de Montpellier (ESJ PRO), niveau 6
- Titre de journaliste délivré par l'Institut européen de journalisme - Mediaschool, niveau 6
- Titre de journaliste délivré par l'Institut supérieur de la communication, de la presse et de l'audiovisuel - IGS, niveau 6
- Titre de journaliste délivré par l'ESGCV - Narratiiv, niveau 6
- Titre de journaliste plurimédia délivré par l'École de journalisme de Toulouse, niveau 6
- Titre de journaliste plurimédia délivré par l'École française de journalisme (EFJ), niveau 6
- Titre de journaliste reporter d'images plurimédia délivré par l'École des métiers de l'information-CFD, niveau 6